# Regina King
Regina Rene King (Los Ángeles, California; 15 de enero de 1971) es una actriz, productora y directora de cine y televisión estadounidense. Ganadora de un Premio Óscar, un premio Globo de Oro y hasta cuatro Premios Primetime Emmy; en 2019 fue incluida en la prestigiosa lista de la revista Time 100 como una de las 100 personas más influyentes del mundo.
Destacan sus papeles en series de televisión como 227 (1985-1990), papel que impulsó su carrera; por dar voz a  Riley Freeman y a Huey Freeman en la serie animada The Boondocks (2005-2014) y por sus papeles en la serie de antología ABC American Crime (2015-2017) o en la miniserie de HBO, Watchmen (2019). Además, destaca su participación en la película If Beale Street Could Talk (2018) papel que le valió el reconocimiento de la crítica.

## Biografía
King nació en Cincinnati, Ohio y creció en View Park-Windsor Hills, California, y es hija de Gloria, una maestra, y Thomas King, electricista, que se divorciaron en 1979. Es la hermana mayor de la actriz Reina King. Los nombres de Regina y de su hermana tienen esencialmente el mismo significado: Reina y Regina significan Reina, en español y en latín, respectivamente.
King asistió a la Westchester High School de Los Ángeles y, posteriormente, estudió en la Universidad del Sur de California.

## Vida personal
Se casó con Ian Alexander el 23 de abril de 1997. Su hijo, Ian Alexander Jr., nació el 19 de enero de 1996. King se divorció el 8 de noviembre de 2006, alegando como motivos maltrato físico, consumo de drogas y relaciones extramatrimoniales. Su hijo murió por suicidio el 21 de enero de 2022, a los 26 años.

## Filmografía

### Como actriz
| Año  | Título                                  | Papel                | Notas                                         |
| ---- | --------------------------------------- | -------------------- | --------------------------------------------- |
| 1991 | Boyz n the Hood                         | Shalika              |                                               |
| 1993 | Poetic Justice                          | Iesha                |                                               |
| 1995 | Higher Learning                         | Monet                |                                               |
| 1995 | Friday                                  | Dana Jones           |                                               |
| 1996 | A Thin Line Between Love and Hate       | Mia Williams         |                                               |
| 1996 | Jerry Maguire                           | Marcee Tidwell       |                                               |
| 1998 | Rituals                                 |                      | Cortometraje                                  |
| 1998 | How Stella Got Her Groove Back          | Vanessa              |                                               |
| 1998 | Enemigo público                         | Carla Dean           |                                               |
| 1998 | Mighty Joe Young                        | Cecily Banks         |                                               |
| 1999 | Love and Action in Chicago              | Lois Newton          |                                               |
| 2001 | Down to Earth                           | Sontee Jenkins       |                                               |
| 2002 | Truth Be Told                           | Rayne                |                                               |
| 2003 | Daddy Day Care                          | Kim Hinton           |                                               |
| 2003 | Legally Blonde 2: Red, White & Blonde   | Grace Rossiter       |                                               |
| 2004 | A Cinderella Story                      | Rhonda               |                                               |
| 2004 | Ray                                     | Margie Hendricks     |                                               |
| 2005 | Miss Congeniality 2: Armed and Fabulous | Sam Fuller           |                                               |
| 2006 | The Ant Bully                           | Kreela (voz)         |                                               |
| 2007 | Year of the Dog                         | Layla                |                                               |
| 2007 | This Christmas                          | Lisa Whitfield-Moore |                                               |
| 2010 | Our Family Wedding                      | Angela               |                                               |
| 2013 | Let the Church Say Amen                 | Director             |                                               |
| 2014 | Planes: Fire & Rescue                   | Dynamite (voz)       |                                               |
| 2018 | If Beale Street Could Talk              | Sharon Rivers        | Ganadora – Óscar a la mejor actriz de reparto |
| 2021 | Flag Day                                | U.S. Marshall Blake  |                                               |
| 2021 | The Harder They Fall                    | Trudy Smith          |                                               |
| 2024 | Shirley                                 | Shirley Chisholm     | También productora                            |

| Año       | Título                      | Papel                                    | Notas                                         |
| --------- | --------------------------- | ---------------------------------------- | --------------------------------------------- |
| 1985–1990 | 227                         | Brenda Jenkins                           | Papel protagónico (106 episodios)             |
| 1994      | Northern Exposure           | Mother Nature                            | Episodio: "Baby Blues"                        |
| 1994      | New York Undercover         | Marah                                    | Episodio: "Tasha"                             |
| 1995      | Living Single               | Zina                                     | Episodio: "The Shake-Up"                      |
| 1999      | Where the Truth Lies        | Lillian Rose-Martin                      | Película para televisión                      |
| 2000      | If These Walls Could Talk 2 | Allie                                    | Segmento: "2000"                              |
| 2002      | Leap of Faith               | Cynthia                                  | Papel recurrente (6 episodios)                |
| 2002      | Damaged Care                | Cheryl Griffith                          | Película para televisión                      |
| 2005–2013 | The Boondocks               | Riley Freeman / Huey Freeman (voz)       | Papel protagónico (46 episodios)              |
| 2006      | Women in Law                |                                          | Episodio: "Piloto"                            |
| 2006      | The Ant Bully               | Kreela (voz)                             | Videojuego                                    |
| 2007      | 24                          | Sandra Palmer                            | (9 episodios)                                 |
| 2008      | Living Proof                | Ellie Jackson                            | Película para televisión                      |
| 2009–2013 | Southland                   | Det. Lydia Adams                         | Papel protagónico (43 episodios)              |
| 2013-2019 | The Big Bang Theory         | Janine Davis / Mujer de Recursos Humanos | Papel recurrente (6 episodios)                |
| 2013      | Divorce: A Love Story       | Cassandra                                | Película para televisión                      |
| 2014      | The Strain                  | Ruby Wain                                | Papel recurrente                              |
| 2014      | Shameless                   | Agente de libertad condicional           | 2 episodios                                   |
| 2014      | The Gabby Douglas Story     | Natalie Hawkins                          | Película para televisión                      |
| 2015–17   | American Crime              | Aliyah Shadeed                           | Temporada 1 (papel recurrente; 7 episodios)   |
| 2015–17   | American Crime              | Terri LaCroix                            | Temporada 2 (papel protagónico; 10 episodios) |
| 2015–17   | American Crime              | Kimara Walters                           | Temporada 3 (papel protagónico; 8 episodios)  |
| 2015–17   | The Leftovers               | Erika Murphy                             | Papel protagónico (6 episodioes)              |
| 2018      | Seven Seconds               | Latrice Butler                           | Papel protagónico, 10 episodios               |
| 2019      | Watchmen                    | Angela Abar / Sister Night               | Papel protagónico                             |
| 2021      | Saturday Night Live         | Ella misma                               | Episodio: "Regina King/Nathaniel Rateliff"    |

### Como directora
| Año  | Título             | Notas                        |
| ---- | ------------------ | ---------------------------- |
| 2020 | One Night in Miami | También productora ejecutiva |

| Año       | Título          | Notas                                     |
| --------- | --------------- | ----------------------------------------- |
| 2013      | Southland       | Episodio: "Off Duty"                      |
| 2015      | Being Mary Jane | 6 episodios                               |
| 2015–2016 | Scandal         | 2 episodios                               |
| 2016      | The Catch       | Episodio: "The Princess and the I.P."     |
| 2016      | Animal Kingdom  | Episodio: "Child Care"                    |
| 2016      | Greenleaf       | Episodio: "Veni, Vidi, Vici"              |
| 2016      | Pitch           | Episodio: "The Break"                     |
| 2017      | This Is Us      | Episodio: "The 20s"                       |
| 2017      | Shameless       | Episodio: "Fuck Paying It Forward"        |
| 2018      | The Good Doctor | Episodio: "Heartfelt"                     |
| 2018      | Insecure        | Episodio: "Ghost-Like"                    |
| 2024      | A Man in Full   | 3 episodios; también productora ejecutiva |

## Premios y nominaciones

### Óscar
| Año  | Categoría               | Trabajo nominado           | Resultado |
| ---- | ----------------------- | -------------------------- | --------- |
| 2019 | Mejor actriz de reparto | If Beale Street Could Talk | Ganadora  |

### Globos de Oro
| Año  | Categoría                                       | Trabajo nominado           | Resultado |
| ---- | ----------------------------------------------- | -------------------------- | --------- |
| 2015 | Mejor actriz de reparto - Miniserie o telefilme | American Crime             | Nominada  |
| 2018 | Mejor actriz - Miniserie o telefilme            | Seven Seconds              | Nominada  |
| 2018 | Mejor actriz de reparto                         | If Beale Street Could Talk | Ganadora  |
| 2020 | Mejor director/a                                | One Night in Miami         | Nominada  |

### Sindicato de Actores
| Año  | Categoría     | Trabajo nominado | Resultado |
| ---- | ------------- | ---------------- | --------- |
| 2004 | Mejor reparto | Ray              | Nominada  |

### Crítica Cinematográfica
| Año  | Categoría                                       | Trabajo nominado           | Resultado |
| ---- | ----------------------------------------------- | -------------------------- | --------- |
| 2017 | Mejor actriz de reparto - Miniserie o telefilme | American Crime             | Nominada  |
| 2018 | Mejor actriz de reparto                         | If Beale Street Could Talk | Ganadora  |
| 2020 | Mejor director/a                                | One Night in Miami         | Nominada  |
| 2022 | Mejor reparto                                   | The Harder They Fall       | Nominada  |

### Crítica Televisiva
| Año  | Categoría                                            | Trabajo nominado | Resultado |
| ---- | ---------------------------------------------------- | ---------------- | --------- |
| 2012 | Mejor actriz de reparto en serie de drama            | Southland        | Nominada  |
| 2013 | Mejor actriz de reparto en serie de drama            | Southland        | Nominada  |
| 2016 | Mejor actriz de reparto en serie de drama            | The Leftovers    | Nominada  |
| 2016 | Mejor actriz de reparto en una miniserie o telefilme | American Crime   | Ganadora  |
| 2019 | Mejor actriz en serie de drama                       | Watchmen         | Ganadora  |

### Satellite
| Año  | Categoría                                       | Trabajo nominado           | Resultado |
| ---- | ----------------------------------------------- | -------------------------- | --------- |
| 2004 | Mejor actriz de reparto - Musical o Comedia     | Ray                        | Ganadora  |
| 2015 | Mejor actriz de reparto - Miniserie o telefilme | American Crime             | Nominada  |
| 2017 | Mejor actriz de reparto - Miniserie o telefilme | American Crime             | Nominada  |
| 2018 | Mejor actriz de reparto                         | If Beale Street Could Talk | Ganadora  |

### Independent Spirit
| Año  | Categoría               | Trabajo nominado           | Resultado |
| ---- | ----------------------- | -------------------------- | --------- |
| 2018 | Mejor actriz de reparto | If Beale Street Could Talk | Ganadora  |

### National Board of Review
| Año  | Categoría               | Trabajo nominado           | Resultado |
| ---- | ----------------------- | -------------------------- | --------- |
| 2018 | Mejor actriz de reparto | If Beale Street Could Talk | Ganadora  |

### Primetime Emmy
| Año  | Categoría                                       | Trabajo nominado | Resultado |
| ---- | ----------------------------------------------- | ---------------- | --------- |
| 2015 | Mejor actriz de reparto - Miniserie o telefilme | American Crime   | Ganadora  |
| 2016 | Mejor actriz de reparto - Miniserie o telefilme | American Crime   | Ganadora  |
| 2017 | Mejor actriz de reparto - Miniserie o telefilme | American Crime   | Nominada  |
| 2018 | Mejor actriz - Miniserie o telefilme            | Seven Seconds    | Ganadora  |
| 2020 | Mejor actriz- Miniserie o telefilme             | Watchmen         | Ganadora  |